# Denzel Curry
Denzel Rae Don Curry, noto come Denzel Curry (Carol City, 16 febbraio 1995), è un rapper e cantante statunitense.
Cresciuto nella città di Carol City, Florida, Curry ha iniziato a rappare nel 2011, quando ancora frequentava la scuola. Ispirato dal rapper underground SpaceGhostPurrp, l'uscita del mixtape diede a Curry l'attenzione dei social media locali, tanto da farlo entrare nel collettivo di Purpp, il Raider Klan.
Curry lasciò poi il Raider Klan due anni dopo, nel 2013, pubblicando poi il suo album di debutto, Nostalgic 64, il 3 settembre dello stesso anno.

## Biografia
Denzel Rae Don Curry è nato il 16 febbraio 1995 a Carol City, nello stato della Florida, ed è di origini bahamiane. Ha iniziato il proprio percorso artistico già dalle scuole elementari, con l'ambizione di diventare un poeta, per poi iniziare a rappare dalle scuole medie. Inizialmente passava le giornate al locale Boys & Girls Club, dove solitamente sfidava altri ragazzi in delle rap battles. Per i primi due anni del liceo ha frequentato il Design and Architecture High School, salvo poi farsi espellere. In seguito iniziò a frequentare il Miami Carol City Senior High School, dove iniziò a lavorare all'album Nostalgic 64.
In un'intervista per lo show radiofonico The Breakfast Club Curry ammise di essere stato vittime di molestie da parte di un uomo quando era ancora un bambino.

## Carriera

### 2011–2012: I primi anni
Il 24 settembre 2011 Curry pubblicò il suo primo mixtape, King Remembered Underground Tape 1991–1995. L'intero progetto fu in seguito inserito sulla pagina di SpaceGhostPurpp: ciò ha dato inizio alla carriera musicale di Curry. Successivamente alla pubblicazione del primo mixtape, Curry divenne un membro del Raider Klan, il collettivo di SpaceGhostPurpp.
Nel 2012 pubblicò il suo secondo mixtape, King of the Mischievous South Vol. 1 Underground Tape 1996, che catturò l'attenzione del rapper Earl Sweatshirt, membro dell'etichetta della Odd Future.
Il terzo mixtape, Strictly for My R.V.I.D.X.R.S, fu invece pubblicato dopo la morte di Trayvon Martin, che viveva anch'egli a Carol City e che aveva frequentato lo stesso liceo di Denzel Curry. Lo stile di rap adottato da Curry in questo mixtape è fortemente ispirato da Tupac Shakur.

### 2013–2014:Nostalgic 64
In seguito allo smantellamento del Raider Klan, Curry iniziò ad avviarsi verso una carriera da solista. il 3 settembre 2013 pubblicò il suo primo album in studio, Nostalgic 64. Nel 2014 Curry prese parte all'EP del rapper Deniro Farrar Rebirth nel brano Bow Down. Successivamente prese anche parte al mixtape X:XX del rapper Dillon Cooper, nel brano Eyes of the World.

### 2015–2016:32 Zel/Planet ShroomseImperial

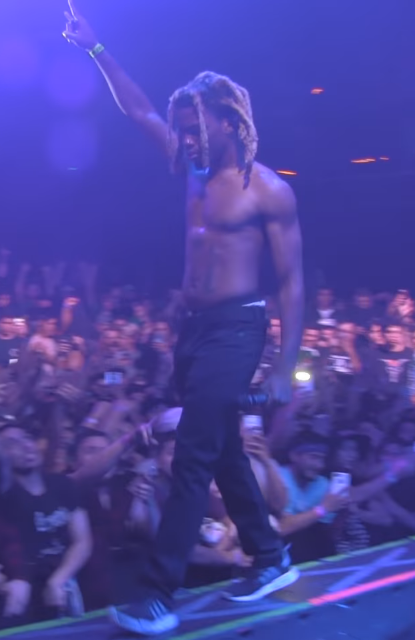
Denzel Curry in concerto, novembre 2016

Il 9 giugno 2015 Curry pubblicò il suo primo EP, 32 Zel/Planet Shrooms, mentre invece la sua prima pubblicazione del 2016 fu il singolo Flying Nimbus. Il suo secondo album in studio, Imperial, venne pubblicato il 9 marzo 2016, mentre invece un'edizione deluxe dell'album venne pubblicata su Spotify il 14 ottobre seguente.
Nel giugno 2016, invece, venne inserito nella copertina di XXL come uno dei 2016 Freshmen Class.

### 2017–2018:13eTa13oo
Il 13 maggio 2017 Curry pubblicò un brano intitolato Hate Government [demo] sul profilo SoundCloud. Nelle settimane seguenti pubblicò due ulteriori demo intitolati Equalzer [demo] e ZELTRON 6 BILLION ft. Lil Ugly Mane. In seguito a queste pubblicazioni ed altre serie di post criptici sui social media, Curry pubblicò un'EP intitolato 13 il 25 giugno 2017. Il 18 agosto seguente Curry pubblicò un altro brano, intilotato Skywalker. Il 22 settembre seguente fu invece pubblicato una versione rimasterizzata di 32 Zel, che includeva un remix del brano Ultimate che vede la partecipazione del rapper Juicy J.
Sin da quando aveva iniziato a pubblicare i demo di 13, Curry menzionava spesso un suo ipotetico terzo album in studio, dal titolo Ta13oo. il 28 febbraio 2018 ha partecipato al brano Kristi YamaGucci del rapper ASAP Ferg. Il 16 marzo seguente Curry pubblicò sul proprio canale YouTube il brano Uh Huh, in collaborazione con il rapper Jay IDK.
Il 22 aprile 2018 Curry pubblicò il primo singolo proveniente da Ta1300, Sumo, tramite lo show radiofonico di Zane Lowe Beats 1. Il 24 maggio seguente pubblicò invece il secondo singolo Percs, mentre il 13 luglio il terzo singolo, Clout Cobain. In seguito Curry affermò che Ta13oo si sarebbe diviso in tre atti: Light, pubblicato il 25 luglio Gray, il 26 luglio, e Dark, il 27 luglio. Ogni singolo precedentemente pubblicato andava quindi a rappresentare uno dei tre atti dell'album.

### 2019–2021:ZuueUnlocked
Il 14 febbraio 2019 Curry ha eseguito una cover del singolo Bulls on Parade dei Rage Against the Machine sulla stazione radiofonica australiana Triple J come parte del segmento settimanale Like A Version.
Il 6 gennaio 2020 è stato pubblicato l'EP 13lood 1n + 13lood Out, annunciato nel novembre del 2018. Il progetto è composto da otto tracce, nelle quali sono presenti come ospiti Ghostemane, Xavier Wulf, ZillaKami e AK, membro dei The Underachievers.
Il 7 febbraio è la volta di Unlocked, terzo EP del rapper realizzato in collaborazione con Kenny Beats, produttore di tutto il progetto. Recensito in modo positivo dalla critica di settore, l'uscita dell'EP è stata accompagnata da un cortometraggio animato, pubblicato su YouTube il 6 febbraio.
Il 5 marzo 2021 pubblica, sempre insieme a Kenny Beats, Unlocked 1.5, composto dai remix delle tracce di Unlocked.

### 2022-presente:Melt My Eyez See Your Future
Il 5 gennaio 2022 Curry pubblica sul suo canale YouTube il trailer del suo nuovo album, Melt My Eyez See Your Future. Il 24 gennaio pubblica il primo singolo estratto dall'album, Walkin', seguito il 24 febbraio da Zatoichi, in collaborazione con il rapper britannico Slowthai, e il 21 marzo da Troubles, che vede la collaborazione di T-Pain. Il disco è stato infine pubblicato il 25 marzo, con all'interno anche le collaborazioni, tra gli altri, di JID, 6LACK, Rico Nasty e Robert Glasper.
Il 30 settembre dello stesso anno, Curry pubblica la deluxe, con all'interno due inediti e la versione remixata di alcuni brani.

## Vita privata
Il 4 marzo 2014 il fratello di Curry morì per delle ferite provocate da un taser e da uno spray al peperoncino, entrambi utilizzati dalla polizia contro di lui. Gli agenti ammisero di aver agito in seguito ad alcune denunce secondo le quali Johnson era intento a lanciare delle noci di cocco contro un cane che l'aveva precedentemente morso. Curry ha in seguito affermato che il suo fratello è morto a causa di un arresto cardiaco, causato dal taser.
Fino a gennaio 2017 Curry ha convissuto insieme ai rapper XXXTentacion, Ronny J ed altri membri dell'etichetta discografica C9 Records. Da allora vive a Los Angeles. È inoltre noto il legame di amicizia tra Curry e il rapper Zillakami, come testimoniano le loro collaborazioni artistiche e un tweet dello stesso Denzel Curry.

## Discografia
- 2013 – Nostalgic 64
- 2016 – Imperial
- 2018 – Ta13oo
- 2019 – Zuu
- 2020 – Unlocked
- 2022 – Melt My Eyez See Your Future
- 2024 - King of the Mischievous South Vol. 2